# Ågestabadet (naturistbad)

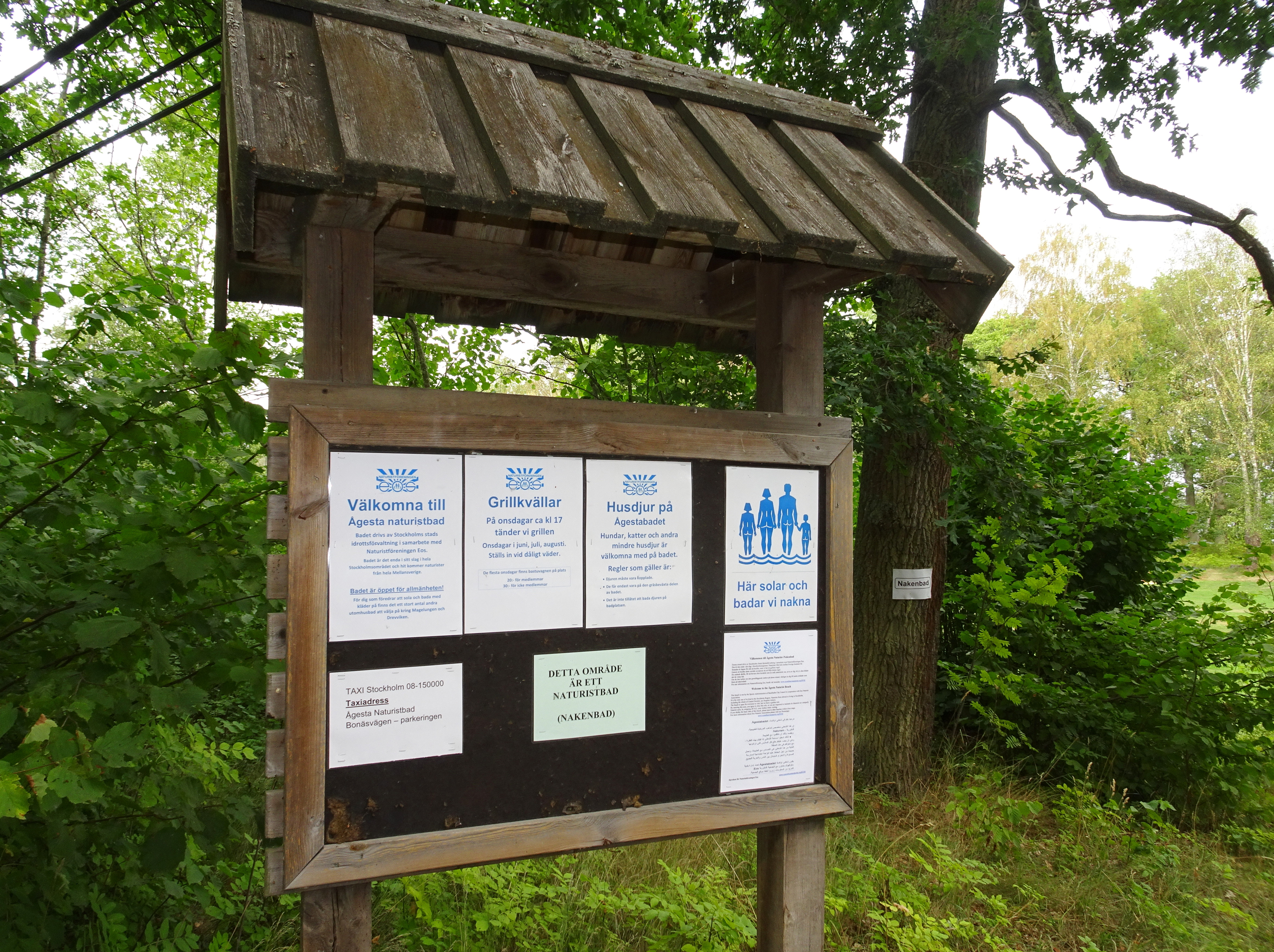
Infotavla.

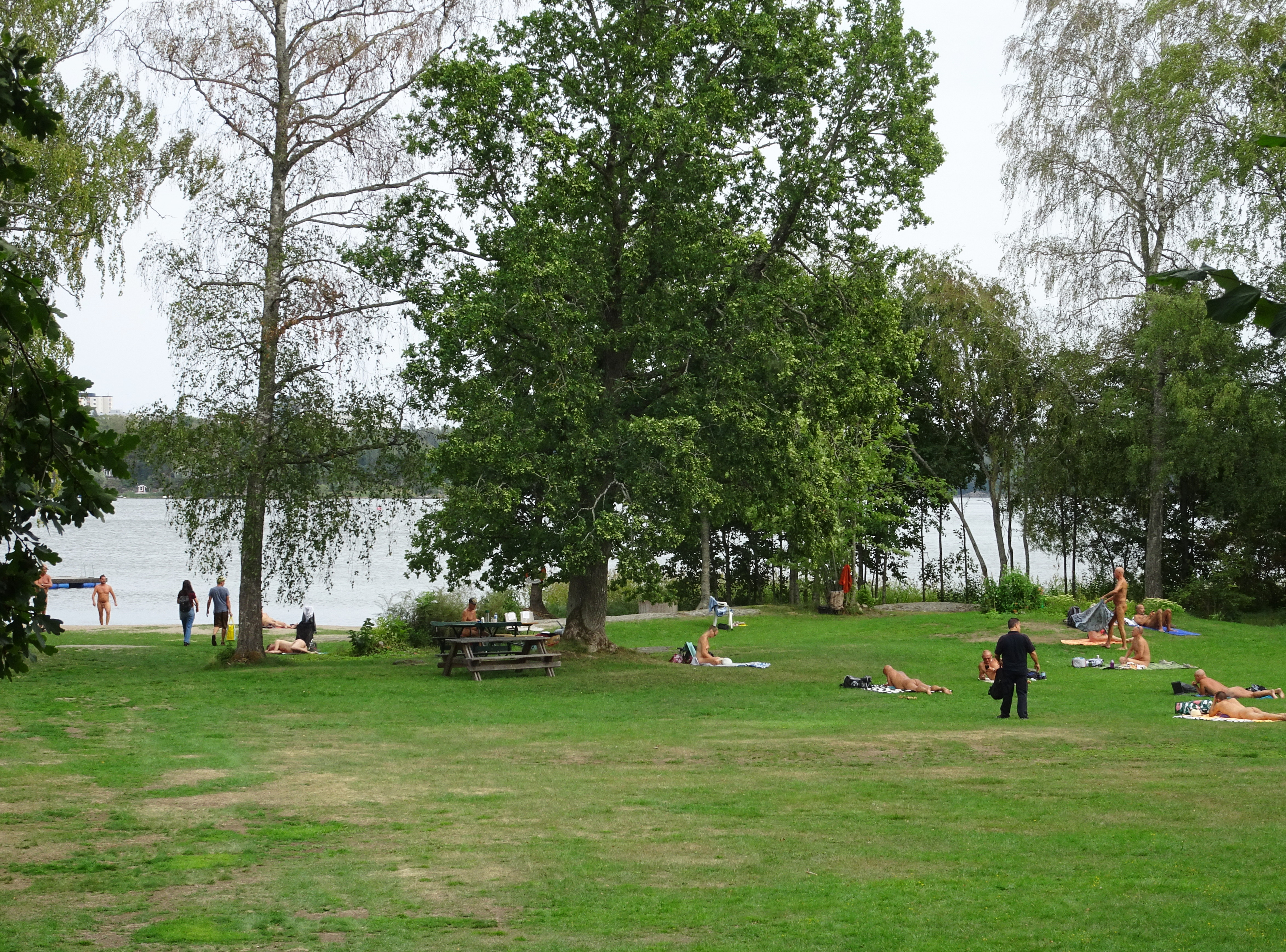
Gräsplanen och stranden.

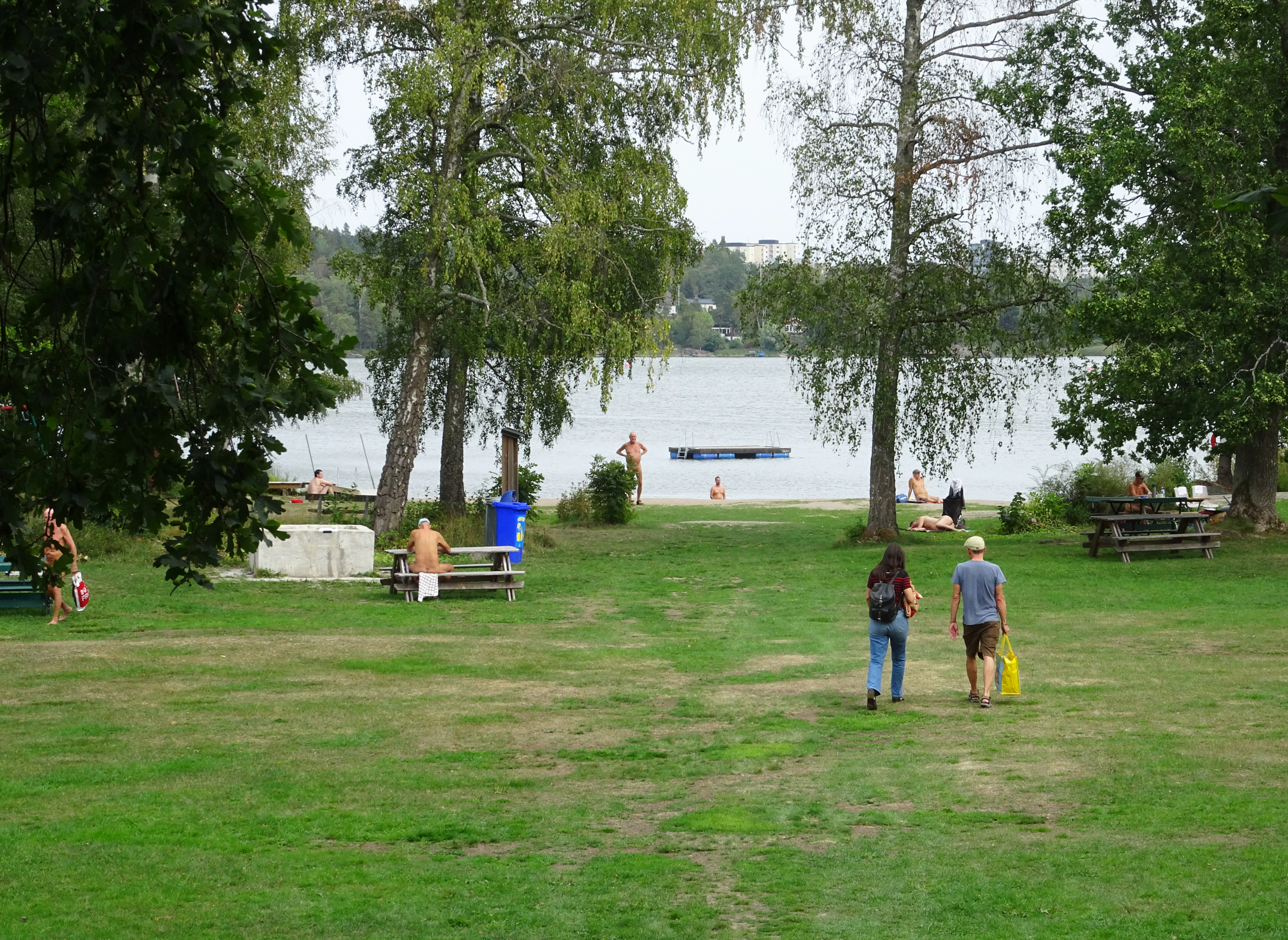
Gräsplanen och stranden.

Ågestabadet ligger på en udde på södra sidan av sjön Magelungen i Ågesta i Huddinge kommun och är Stockholms stads enda officiella naturistbad. Marken ägs av Stockholms stad och drivs av Stockholms Stads Idrottsförvaltning i samverkan med Nf Eos.

## Historik
På 1980-talet uppmärksammades behovet av fler nakenbad i Stockholm. Motioner lades fram i kommunfullmäktige och frågan utreddes. Under en tid uppläts en del av Kanaanbadet vid Mälaren för nakenbad, men efter klagomål från kringboende föreslogs i stället Ågestabadet, ett gammalt barnbad som då inte användes så mycket. Ågestabadet var placerat på avstånd från bebyggelse och var dessutom förhållandevis avskilt. Badet kunde invigas i juni 1989.

## Badplatsen
Badet har en barnvänlig sandstrand. I kanten av stranden finns en badbrygga med badstege och utanför den en förankrad badflotte. Innanför stranden finns en stor gräsyta där sommartid flera hundra personer solbadar. Där finns en fast grill, ett flertal bord med fasta bänkar, en bouleplan (bouleklot finns för utlåning), gungor, dusch och dricksvattenkran, toaletter, soptunnor och cykelparkering. Onsdagar juni – augusti hålls grillkvällar. Vid vackert väder finns ett friluftscafé. Ågesta är ett trevligt familjebad, med barnfamiljer och män och kvinnor i alla åldrar. Platsen är skyltad som "nakenbad" vilket följs.
Uddens yttersta kulle är en vacker lund med labyrintartade gångstigar. Platsen används av många besökare för närmast gymnosofisk kontemplation: ett långsamt meditativt skridande i lundens skugga.
Vid infarten från Bonäsvägen finns bilparkering som är otillräcklig vid fint väder. Från pendeltåg/tunnelbanestation Farsta strand går buss, därefter cirka 500 m att gå. Badvattnets kvalitet kontrolleras under badsäsongen och publiceras på Havs- och vattenmyndighetens hemsida.

## Naturistföreningen Eos
Nf Eos svarar för Ågestabadets dagliga drift och aktiviteter. Det öppnas normalt i maj och stängs i september. Badet har ordningsregler:
- 1. Stranden är öppen för alla. Men nakenhet är ett krav. Undantag ges för solhatt/keps och badskor.
- 2. Hundar och andra husdjur ska vara kopplade. De får inte tas med till stranden eller ut i vattnet, annat än norr om stranden.
- 3. Cyklar är inte tillåtna på gräsytan eller stranden.
- 4. Handduk eller annat sittunderlag ska användas på bänkar och i gungor och motsv.
- 5. Undvik rökning. Rökning ska ske på en plats som inte stör andra.

Ågestabadets besökare ska kunna känna sig helt bekväma och trygga. På plats finns normalt flera medlemmar från föreningen. Ta kontakt med dem om någon uppträder olämpligt eller störande.